# Konjatyn (Korjukiwka)
Konjatyn (ukrainisch Конятин; russisch Конятин Konjatin) ist ein Dorf in der ukrainischen Oblast Tschernihiw mit etwa 500 Einwohnern (2025).
Konjatyn hat eine Fläche von 2,16 km² liegt auf einer Höhe von 118 m am rechten Ufer der Desna, 27 km nordöstlich vom ehemaligen Rajonzentrum Sosnyzja und 115 km östlich vom Oblastzentrum Tschernihiw.
Nördlich vom Dorf verläuft die Territorialstraße T–25–16.
Am 12. Juni 2020 wurde das Dorf ein Teil der Siedlungsgemeinde Sosnyzja, bis dahin bildete es die gleichnamige Landratsgemeinde Konjatyn (Конятинська сільська рада/Konjatynska silska rada) im Osten des Rajons Sosnyzja.
Am 17. Juli 2020 kam es im Zuge einer großen Rajonsreform zum Anschluss des Rajonsgebietes an den Rajon Korjukiwka.

## Weblinks

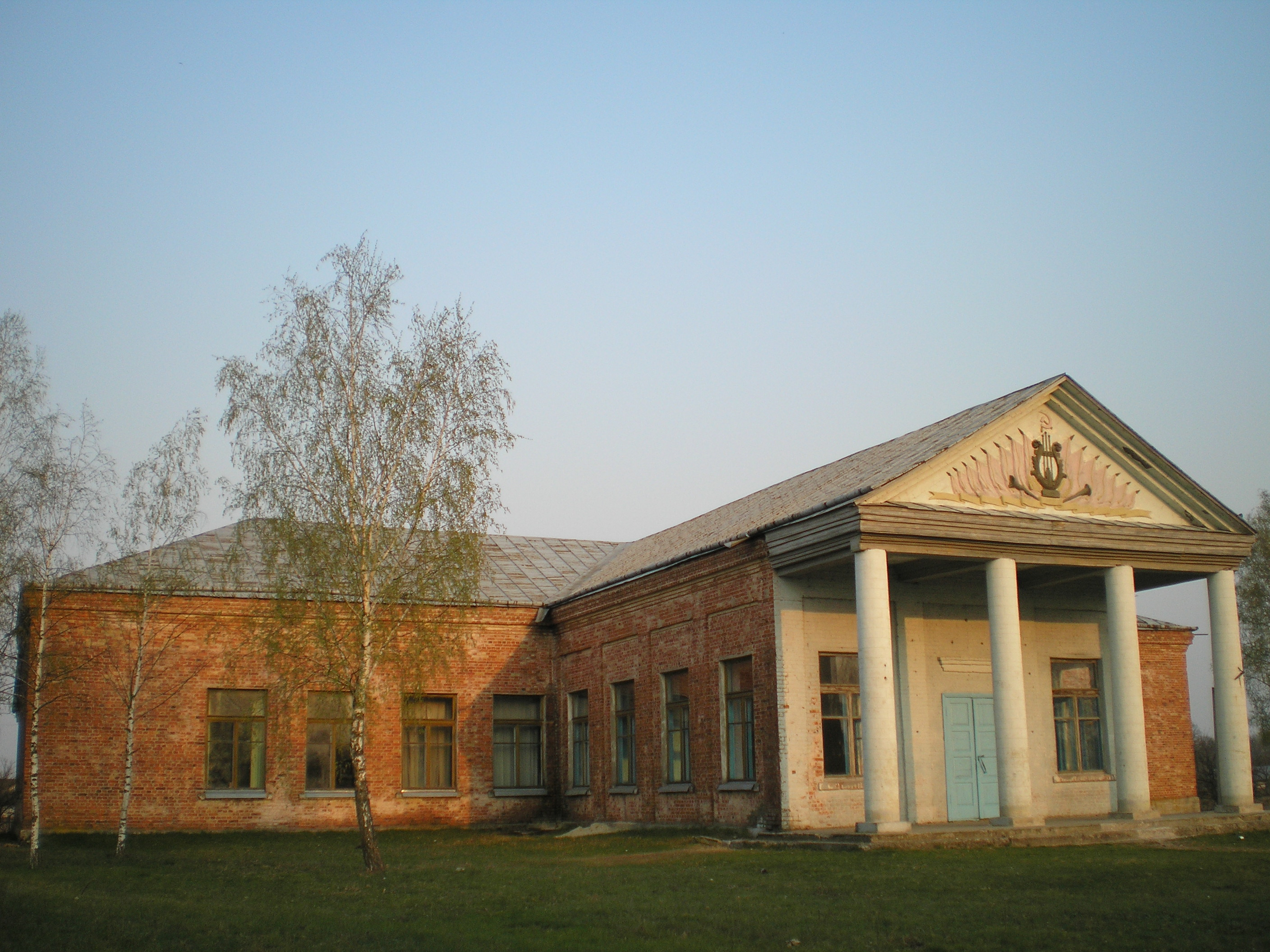
Vereinshaus
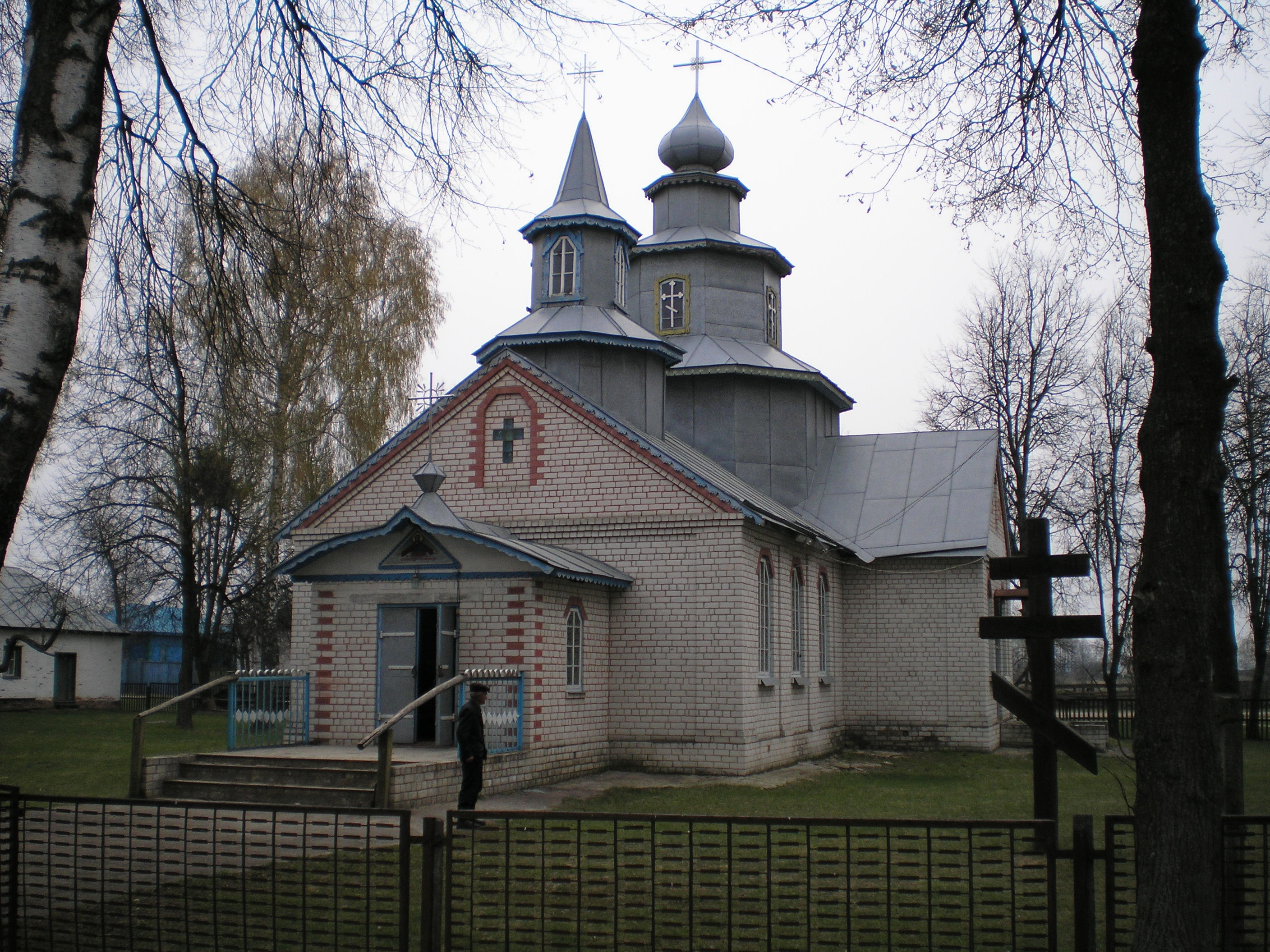
Kirchen der Ukrainisch-Orthodoxen Kirche
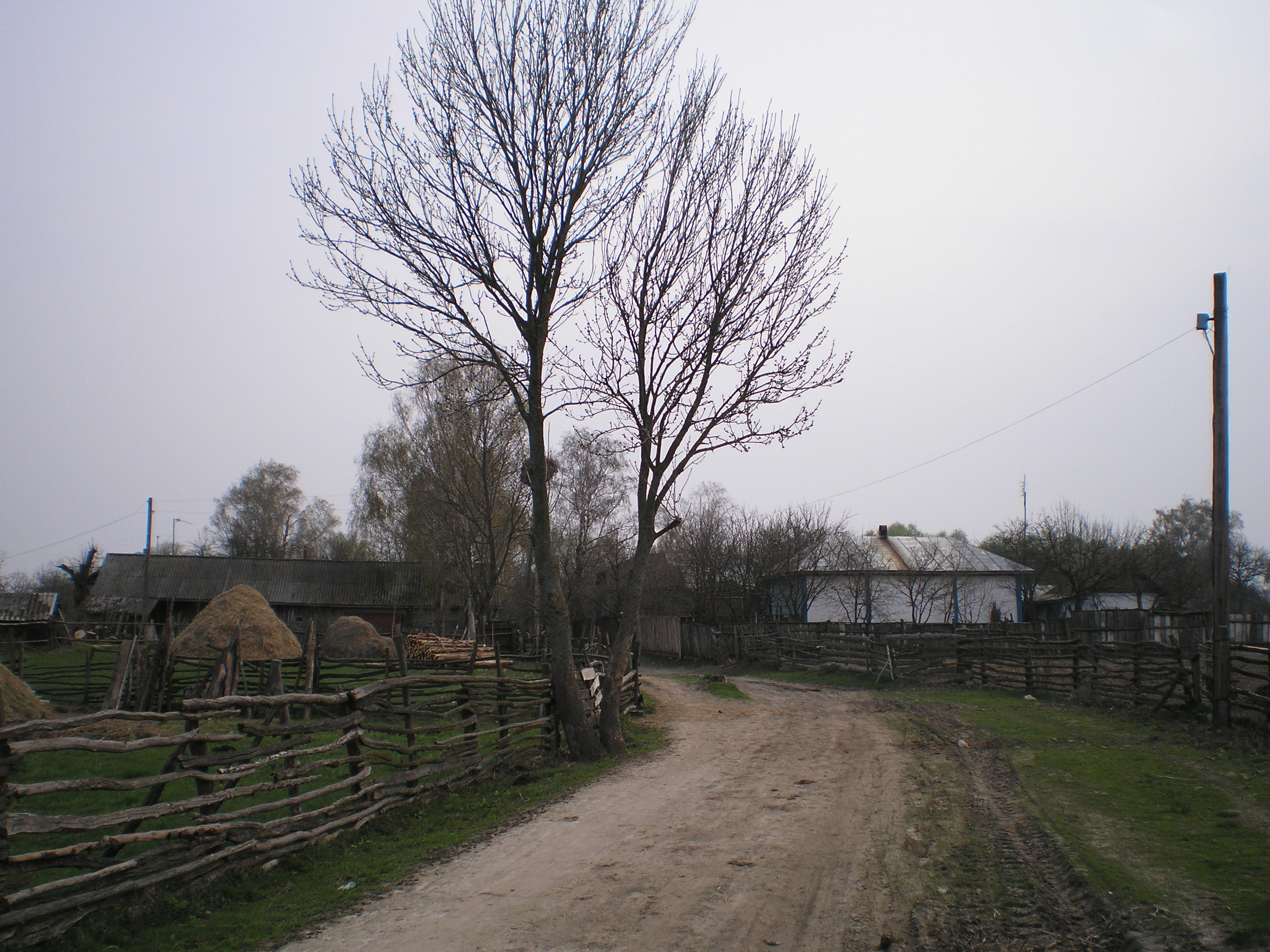
Straße in Konjatyn
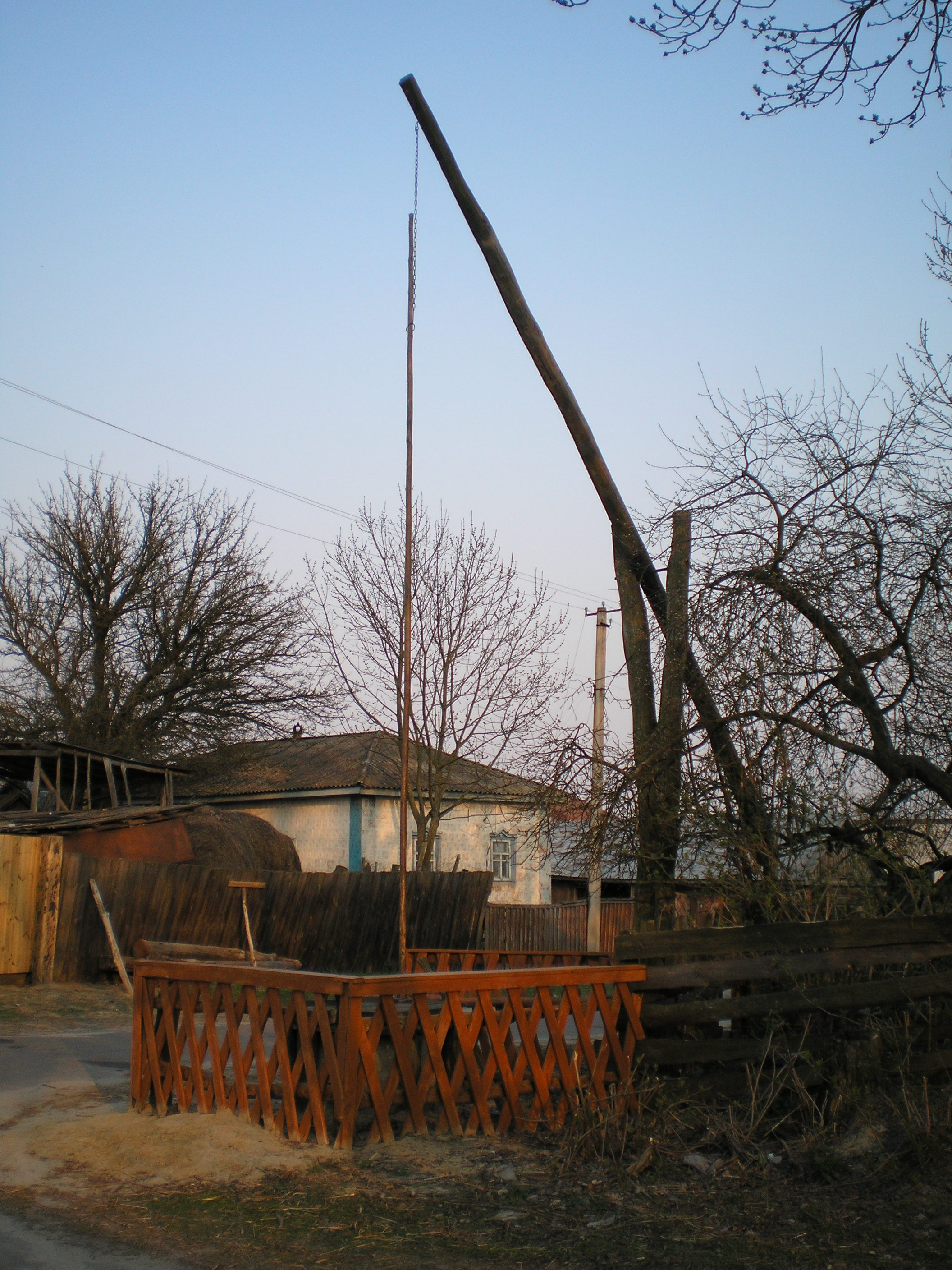
Alter Ziehbrunnen
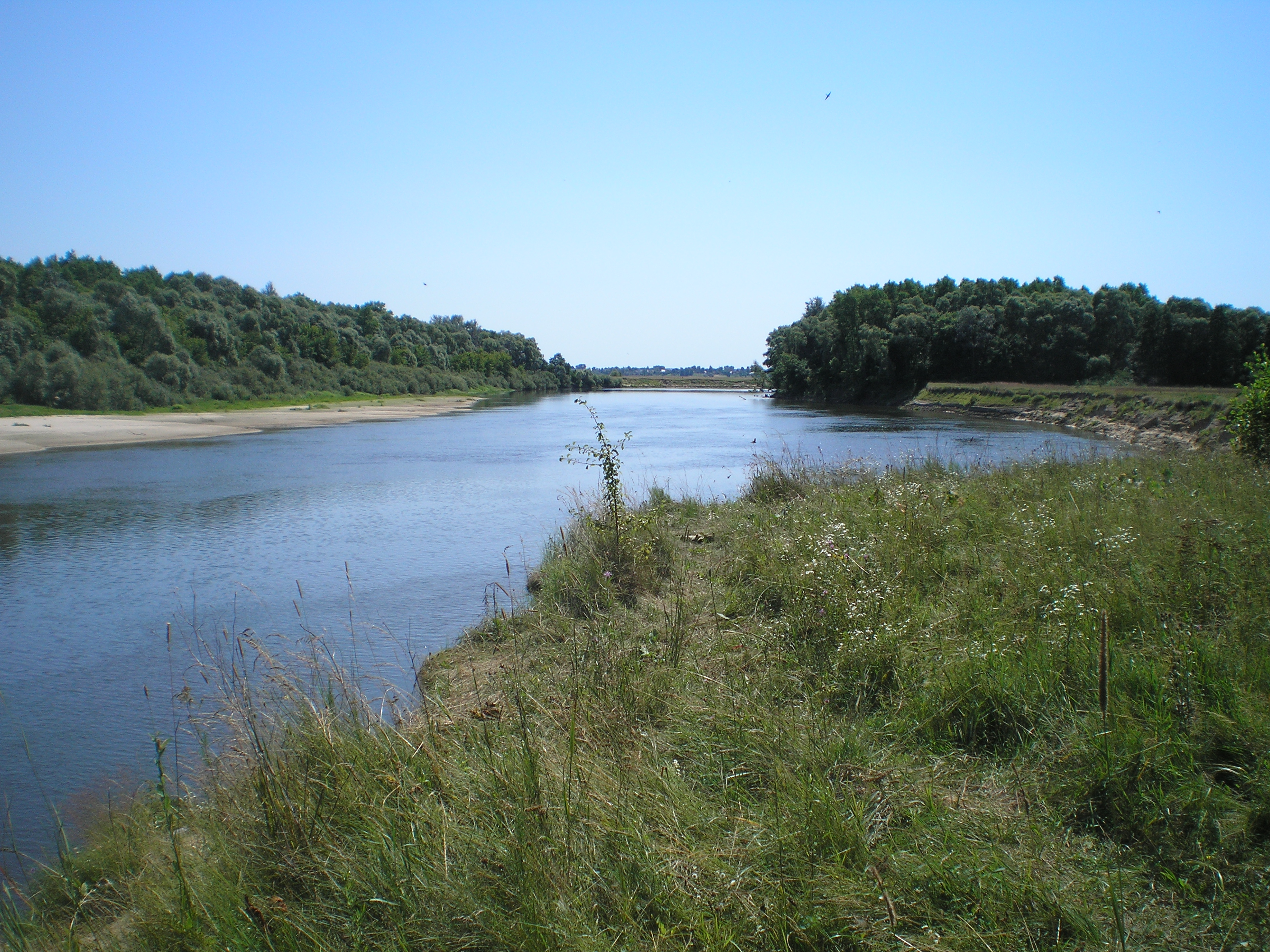
Die Desna bei Konjatyn